# Giancarlo Guerrero
Giancarlo Guerrero (ur. 14 marca 1969 w Managui) – kostarykańsko-amerykański dyrygent współczesny, propagator muzyki nowej.
Jest dyrektorem muzycznym Narodowego Forum Muzyki we Wrocławiu, a także Nashville Symphony Orchestra. Jest też głównym dyrygentem gościnnym Orquestra Gulbenkian w Lizbonie, a w przeszłości był też głównym dyrygentem gościnnym Cleveland Orchestra, gdy ta rezydowała w Miami, dyrektorem muzycznym Eugene Symphony i drugim dyrygentem Minnesota Orchestra. Współpracował z orkiestrami symfonicznymi z takich miast jak Boston, Baltimore, Cincinnati, Dallas, Detroit, Montreal, Seattle, Toronto, Vancouver, Queensland oraz Sydney. Prowadził m.in. Philadelphia Orchestra, London Philharmonic Orchestra, Brussels Philharmonic, Residentie Orchest z Hagi. Angażuje się ponadto w prowadzenie orkiestr akademickich. Był sześciokrotnie laureatem Nagrody Grammy.